# استي
استي، (بالإنجليزية: Este)‏، (الإيطالية:ˈɛste)، هي بلدة و(بلدية) في مقاطعة بادوفا، في منطقة فينيتو في شمال إيطاليا. تقع عند سفح تلال إيوجانينا. المدينة هي مركز للزراعة والحرف والصناعة جديرة بالملاحظة.

## السكان
في سنة 1871 بلغ عدد السكان 10٬037 نسمة، وتطور العدد ليصل في سنة 2011 لـ 16٬576 نسمة.
يظهر هذا المخطط البياني تطور النمو السكاني لـ استي

## توأمة
لاستي اتفاقيات توأمة مع كل من:
- رييكا
- ليك
- Pertuis [الإنجليزية]‏
- باد فيندسهايم
- Tapolca [الإنجليزية]‏

## أعلام
- ستيفانو ألفونسو
- جياني مانفرين
- ريكاردو دوناتو